# Deruta
Deruta é uma comuna italiana da região da Umbria, província de Perugia, com cerca de 8.085 habitantes. Estende-se por uma área de 44 km², tendo uma densidade populacional de 184 hab/km². Faz fronteira com Bettona, Collazzone, Marsciano, Perugia, Torgiano.
Pertence à rede das Aldeias mais bonitas de Itália.

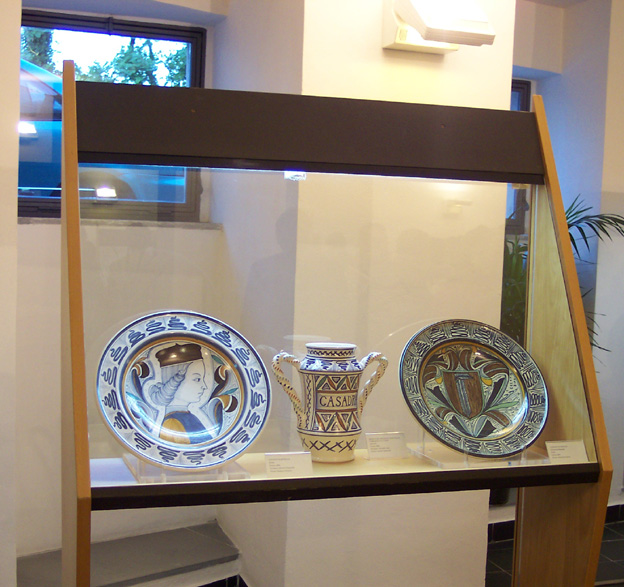
Museu Regional da Cerâmica.

Há muito famosa como centro de fabricação de cerâmica fina e majólica, Deruta, nos arredores de Perugia, continua a exportar as suas belas peças de cerâmica para todo o mundo.

## Demografia
| Variação demográfica do município entre 1861 e 2011                               |
|                                                                                   |
| Fonte: Istituto Nazionale di Statistica (ISTAT) - Elaboração gráfica da Wikipedia |